# Highway (album)
Pour les articles homonymes, voir Highway.
Albums de Free
Fire and Water
(1970) Free Live!
(1971)
Highway est le quatrième album studio du groupe Free, paru en 1970. Il a été réédité en 2002 avec six titres bonus.

## Liste des chansons
- Toutes les chansons sont des compositions de Paul Rodgers et Andy Fraser, sauf indications contraires.
1. "The Highway Song" - 4:14
2. "The Stealer" - 3:14 Fraser, Kossov, Rodgers
3. "On My Way" - 4:04
4. "Be My Friend" - 5:45
5. "Sunny day" - 3:07
6. "Ride On a Pony" - 4:17
7. "Love You So" - 4:54 Rodgers, Kirke
8. "Bodie" - 3:05
9. "Soon I Will Be Gone" - 3:01

- Réédition 2002 avec 6 titres bonus :
- 10 : My brother Jake - Version single - Fraser, Rodgers 2:49
- 11 : Only my soul - Face b du single - Fraser, Rodgers 2:27
- 12 : Ride on pony - BBC Session - Fraser, Rodgers 4:27
- 13 : Be my friend - BBC Session - Fraser, Rodgers 5:34
- 14 : Rain - Version alternative - Fraser, Rodgers 3:54
- 15 : The stealer - Version single - Fraser, Kossov, Rodgers 3:21

## Personnel
- Paul Rodgers : Chant
- Paul Kossov : Guitare
- Andy Fraser : Basse, piano
- Simon Kirke : Batterie